# Wander Bertoni

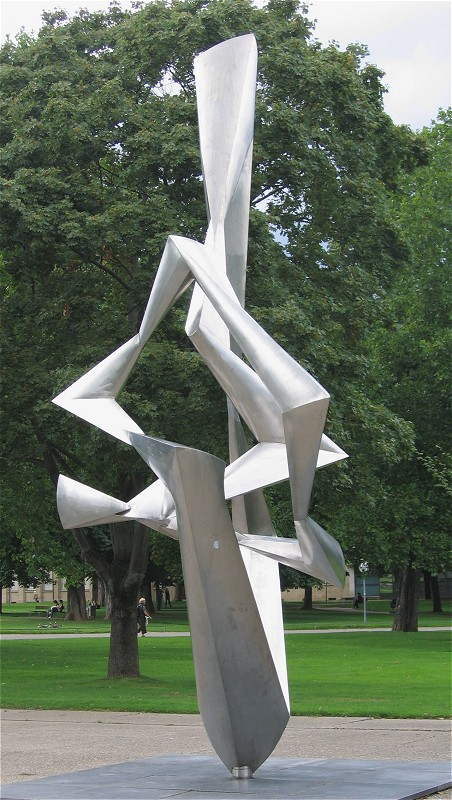
metaalsculptuur Ikarus (1961), Schlossplatz in Stuttgart

Wander Bertoni (Luzzara-Codisotto, 11 oktober 1925 – Wenen, 23 december 2019) was een Oostenrijkse beeldhouwer.

## Leven en werk
Bertoni werd geboren in het Italiaanse dorpje Codisotto in de regio Emilia-Romagna. In 1943 werd hij als dwangarbeider naar Wenen gedeporteerd. Hij studeerde na de Tweede Wereldoorlog van 1946 tot 1952 aan de Akademie für Angewandte Kunst Wien in Wenen bij Fritz Wotruba. Van 1965 tot 1994 was hij aan deze kunstacademie hoogleraar in de Meisterklasse Bildhauerei.
In 1947 was Bertoni medeoprichter van de Weense Art-Club, een onafhankelijke en internationale kunstenaarsvereniging. Hij nam reeds in 1947 deel aan tentoonstellingen en won in 1950 zijn eerste beeldhouwprijs voor een werk in de openbare ruimte. Zijn werk was figuratief, maar reeds beïnvloed door het kubisme. In 1954 en in 1956 vertegenwoordigde hij Oostenrijk bij de Biënnale van Venetië. In de eerste helft van de vijftiger jaren werden zijn werken, in hout en steen, abstracter, vooral geïnspireerd door de beeldhouwers Alexander Archipenko, Constantin Brâncuşi en Max Bill. Zijn latere werken worden vooral gekenmerkt door hun symboliek. Hij kreeg in 1958 de Preis der Stadt Wien für Bildende Kunst in de afdeling beeldhouwkunst en in 2009 het Österreichische Ehrenkreuz für Wissenschaft und Kunst 1. Klasse.
In 1965 kocht het echtpaar Bertoni, hij was gehuwd met de actrice Inge Konradi (1924-2002), een oude watermolen aan de voet van het Leithagebergte in Winden am See in de deelstaat Burgenland. Hij bouwde hier zijn atelier en een centrum voor kunst. Nu bevindt zich hier het Freilichtmuseum Winden am See met beeldenpark, waar vele van zijn grote sculpturen worden tentoongesteld, een galerie met kleinere werken, alsmede kleinere collecties, zoals Das Indische Tagebuch, Ecclesia en kerkelijke ontwerpen en ten slotte een tentoonstellingsruimte, ontworpen door de Weense architect Johannes Spalt, waar een chronologisch overzicht wordt geboden van Bertoni's oeuvre.

## Werken (selectie)
- 1953 Icarus, Openluchtmuseum voor beeldhouwkunst Middelheim bij Antwerpen
- 1959 Zierbrunnen in de Buchengasse, Wenen
- 1960 Theater en Musik uit Carrara-marmer in het Großes Festspielhaus in Salzburg
- 1960 Ikarus, Flughafen Wien in Wenen
- 1961 Ikarus (Bewegung IV), Schlossplatz in Stuttgart
- Skulptur bij de Stadthalle Wien in Wenen
- 1964 Sonnenanbetung, Winden am See
- 1974 dodenmasker Ernst Lothar in de foyer-galerie van het Burgtheater in Wenen
- 1975/78 Feuersäule, Bodhibaum en Merkur
- 1979/80 Bewegung III, Siemens A.G. in Wenen
- 1991 Jubileumssäule in Eisenstadt
- 1992/93 Energiebrunnen, Rudolfsplatz in Wenen
- 1995 altaar voor het klooster Stift Herzogenburg in Herzogenburg
- 1996 altaar in Winden am See
- 1999 Weinende Brücke, een herinneringsmonument voor de (voornamelijk Italiaanse) krijgsgevangenen, die het spoorviaduct in de Eerste Wereldoorlog bouwden

## Citaat
Wander Bertoni: Der Raum ist sehr wichtig, die Form steht im Raum und ohne Raum ist sie arm.

## Fotogalerij

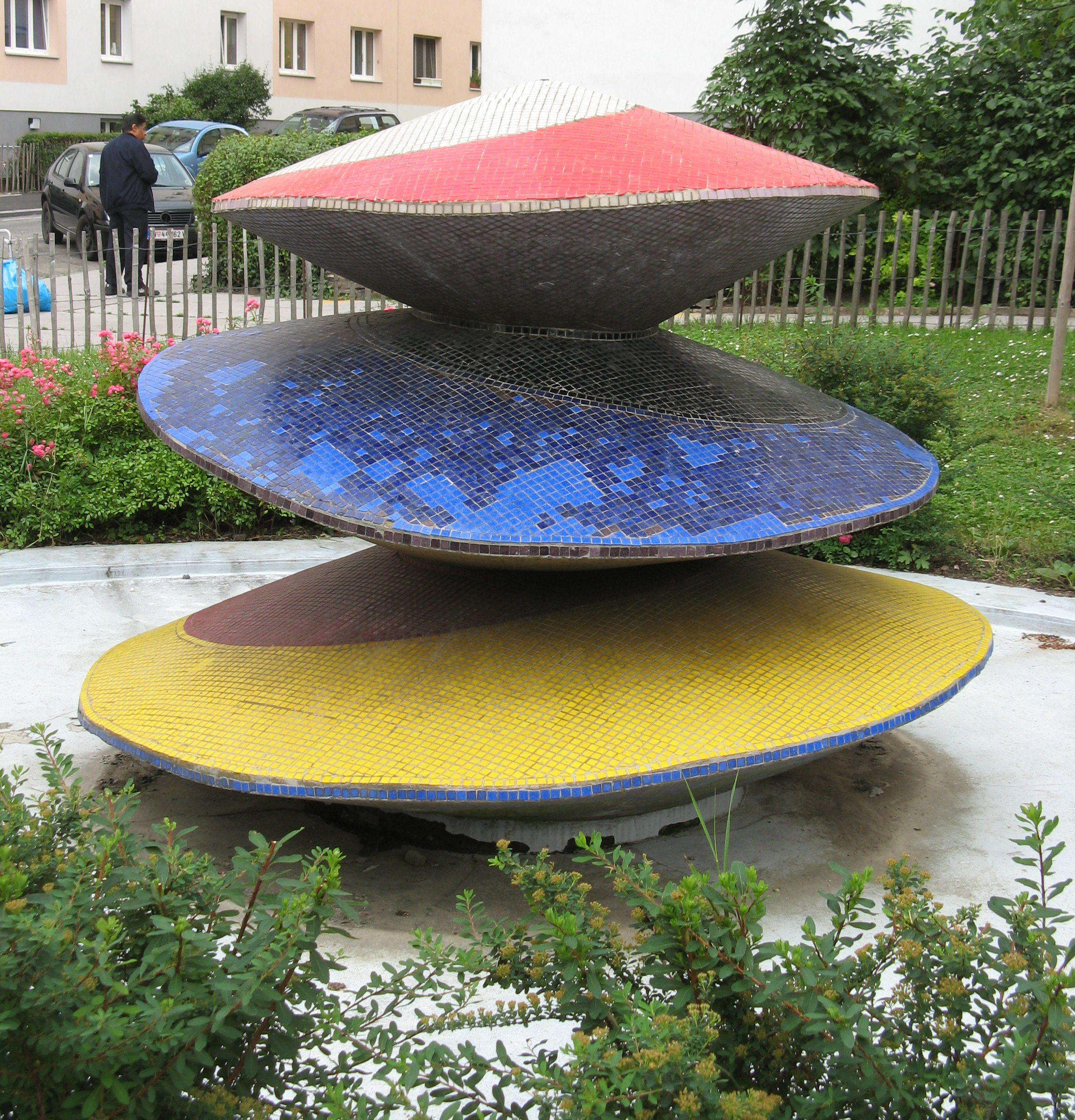
Energiebrunnen (1992/93)
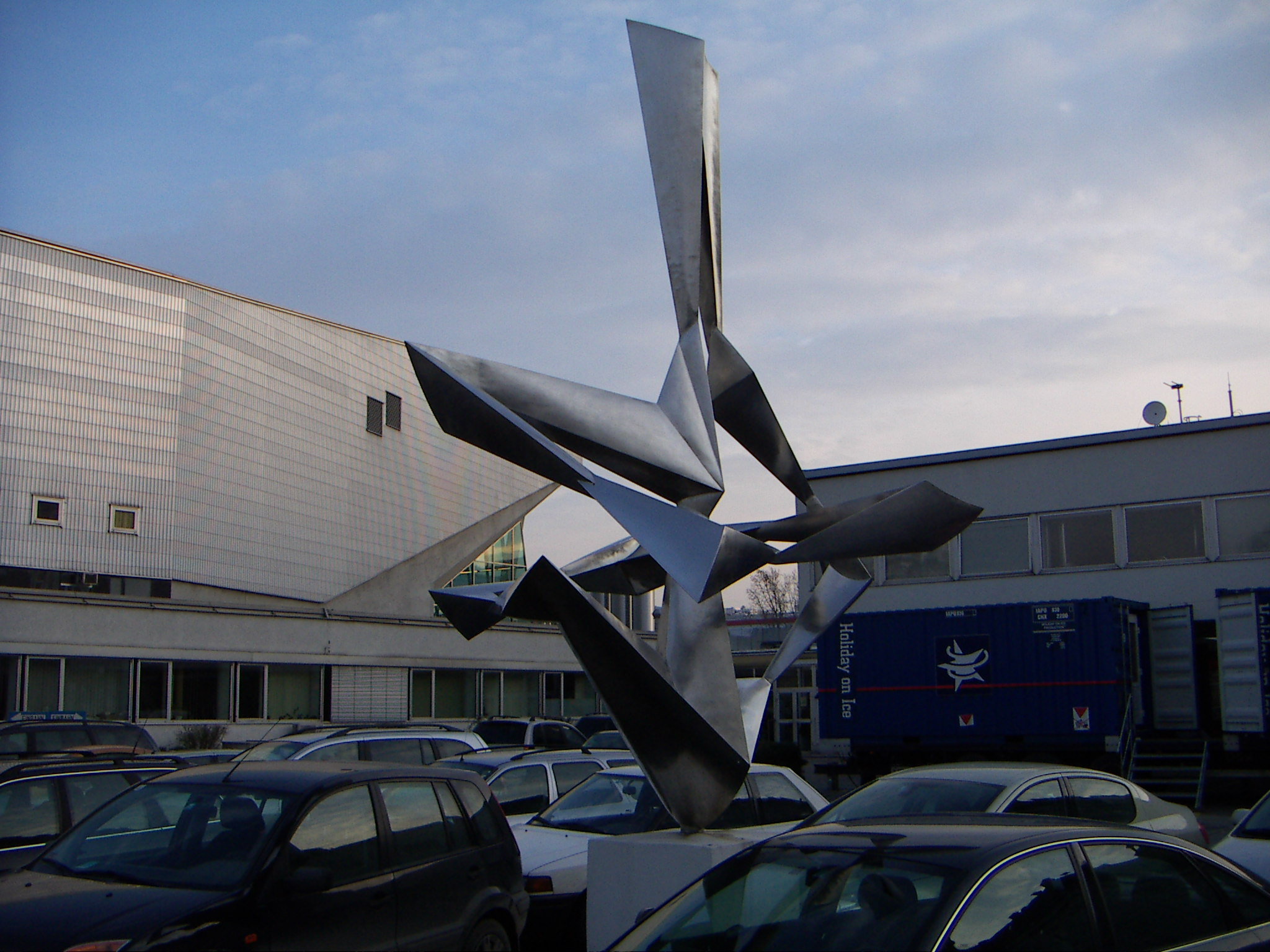
Sculptuur Stadthalle Wenen
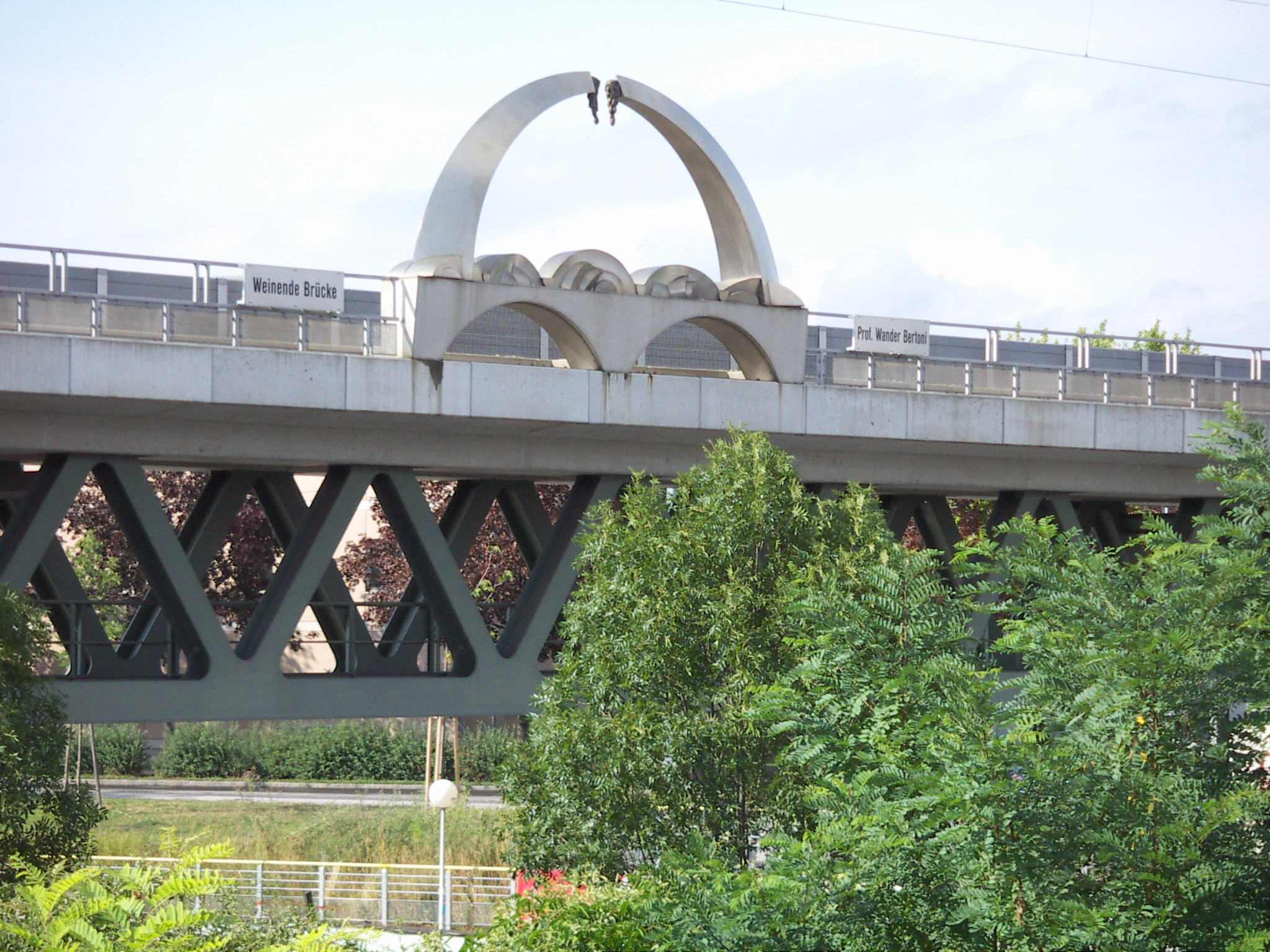
Weinende Brücke (1999)